# Bandeira de Cuba
A Bandeira de Cuba tremulou pela primeira vez na cidade de Cárdenas (Província de Matanzas) em 1850 quando um grupo de rebeldes se rebelou em armas contra o poder colonial da Espanha. As três listras de cor azul representam a divisão geográfica configurada naquele momento. As duas listras brancas evocam a pureza das intenções do movimento independentista popular. O triângulo equilátero representa a liberdade, igualdade e a fraternidade. A cor vermelha é o prenúncio do sangue que seria derramado para alcançar a independência. A estrela branca solitária simboliza a solidariedade entre os povos.

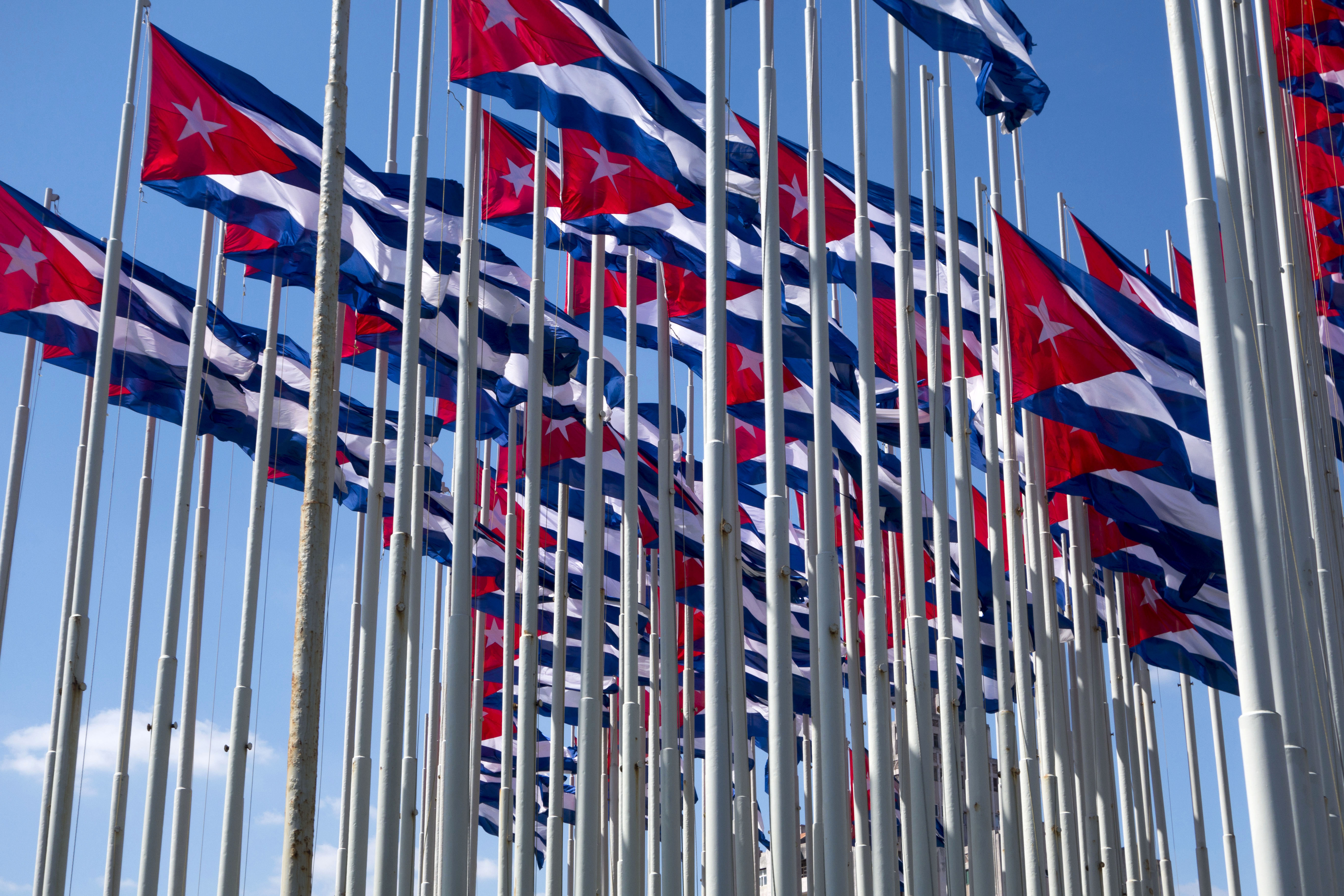
Bandeiras nacionais em El Malecón, Havana

## História da bandeira cubana

Bandeira de Cruz de Borgonha (1521–1843)
Bandeira de América espanhola (1843–1873; 1874–1898)
Bandeira do Primeira República Espanhola (1873–1874)
Bandeira dos Céspedes na guerra dos 10 anos (1868–1878)
Bandeira da Primeira República de Cuba (1902–1906; 1909–1959)[3]
Bandeira do Movimento 26 de julho
Bandeira do primeiro-ministro de Cuba (1959–1976)
Bandeira do Presidente de Cuba
Bandeira do governo militar dos Estados Unidos em Cuba (1898-1902; 1906–1909)